# Franz Krupkat
Franz Krupkat (Berlín, 27 d'abril de 1894 - Leipzig, 1 de juny de 1927) fou un ciclista alemany, professional des del 1913 fins al 1927. Es va especialitzar en el ciclisme en pista.
Va morir durant la disputa d'una prova a Leipzig.

## Palmarès
- 1918
  -  Campió d'Alemanya en Mig Fons
- 1924
  - 1r als Sis dies de Berlín (amb Richard Huschke)
  - 1r als Sis dies de Breslau (amb Willy Lorenz)